# Gérald Lacroix
Gérald Cyprien Lacroix ISPX  (27. srpnja 1957.) kanadski je katolički prelat koji služi kao nadbiskup Quebeca i primas Kanade od 2011. godine. Kardinal je od 22. veljače 2014. godine. Prethodno je bio pomoćni biskup Quebeca.
Dana 7. ožujka 2023. Lacroix je imenovan u Vijeće kardinala savjetnika.